# Luxgen S3
Luxgen S3 — субкомпактный автомобиль тайваньской автомобильной марки Luxgen.

## Описание
Автомобиль Luxgen S3 являлся первым субкомпактным автомобилем компании Luxgen. В иерархии автомобиль был расположен ниже Luxgen S5.
Впервые модель была представлена в 2016 году на автосалоне в Тайбэе. По сути, автомобиль являлся вторым седаном марки Luxgen. Модель оснащена 1,6-литровым двигателем внутреннего сгорания Dongfeng DFMA16 мощностью 116 л. с. при 6000 об/мин и крутящим моментом 150 Н*м при 4200 об/мин.
Официально автомобиль поступил в продажу в январе 2018 года на Тайвани. Модель оснащена 6 подушками безопасности, боковыми зеркалами с электрической регулировкой, а также 12-дюймовым дисплеем с системой  AR view+. На базе Luxgen S3 с 2020 года выпускается электромобиль EV+, который заряжается до 80% за 40 минут.
В Россию официально не поставляется.

## Галерея

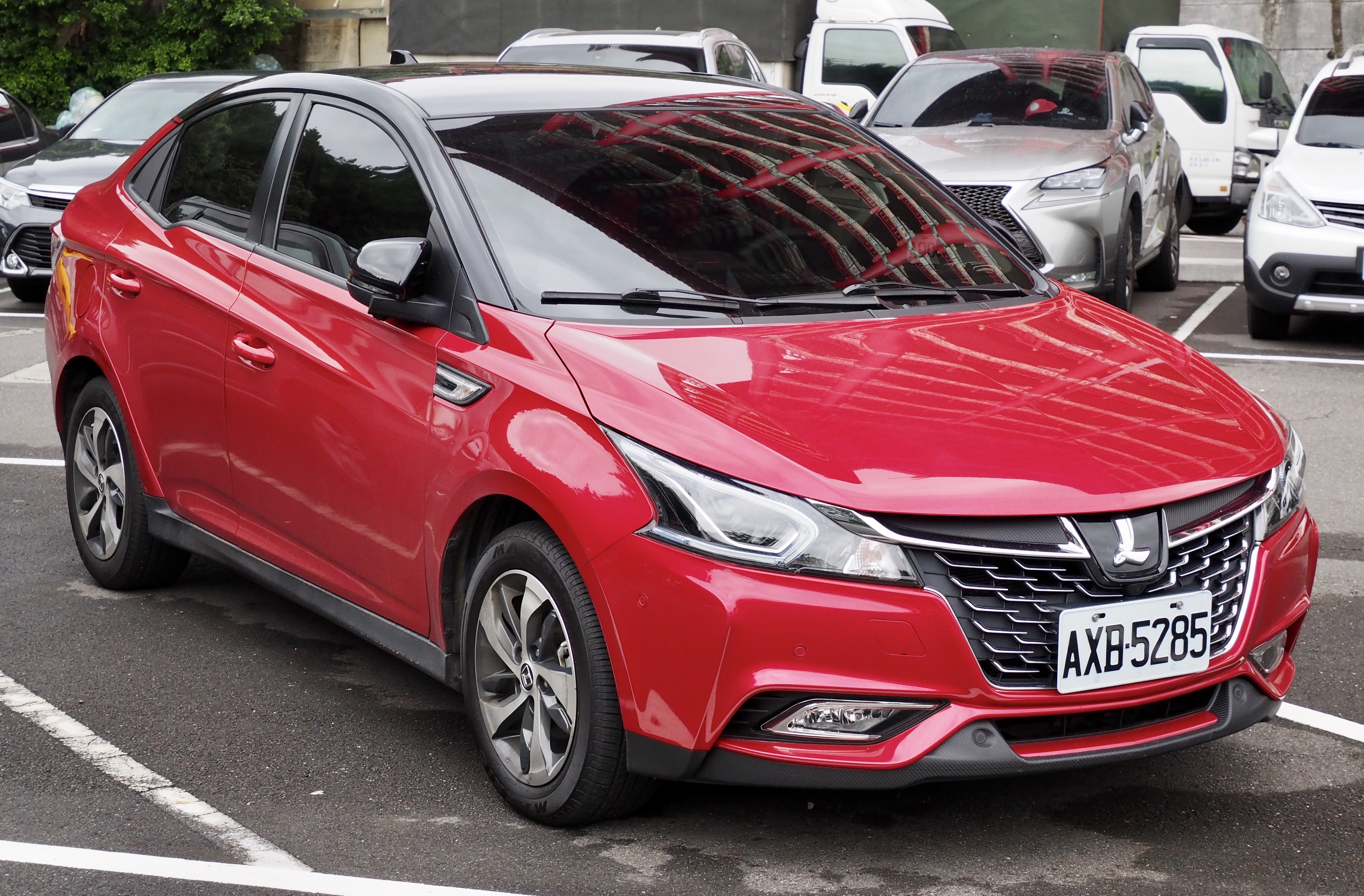
Вид спереди
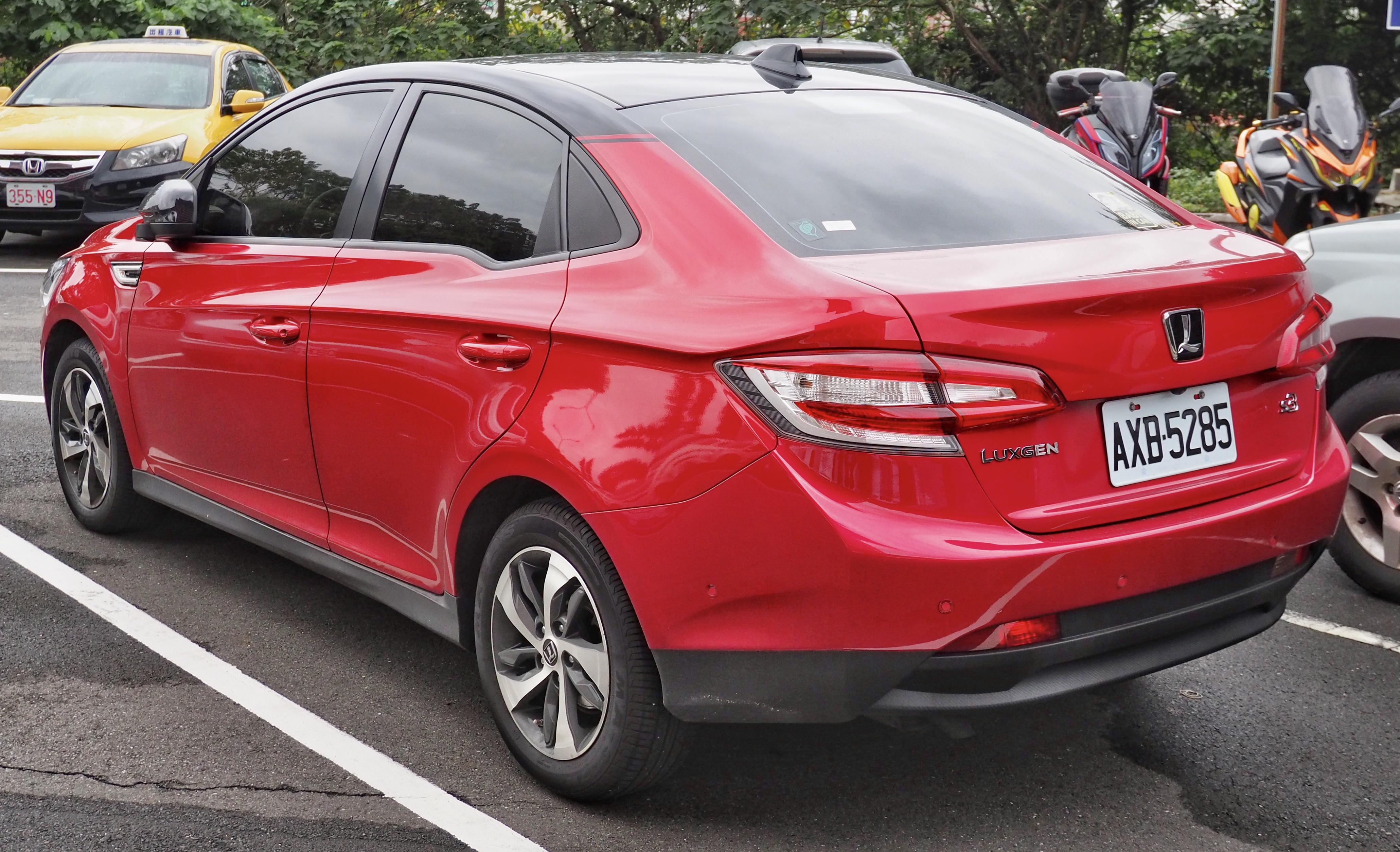
Вид сзади
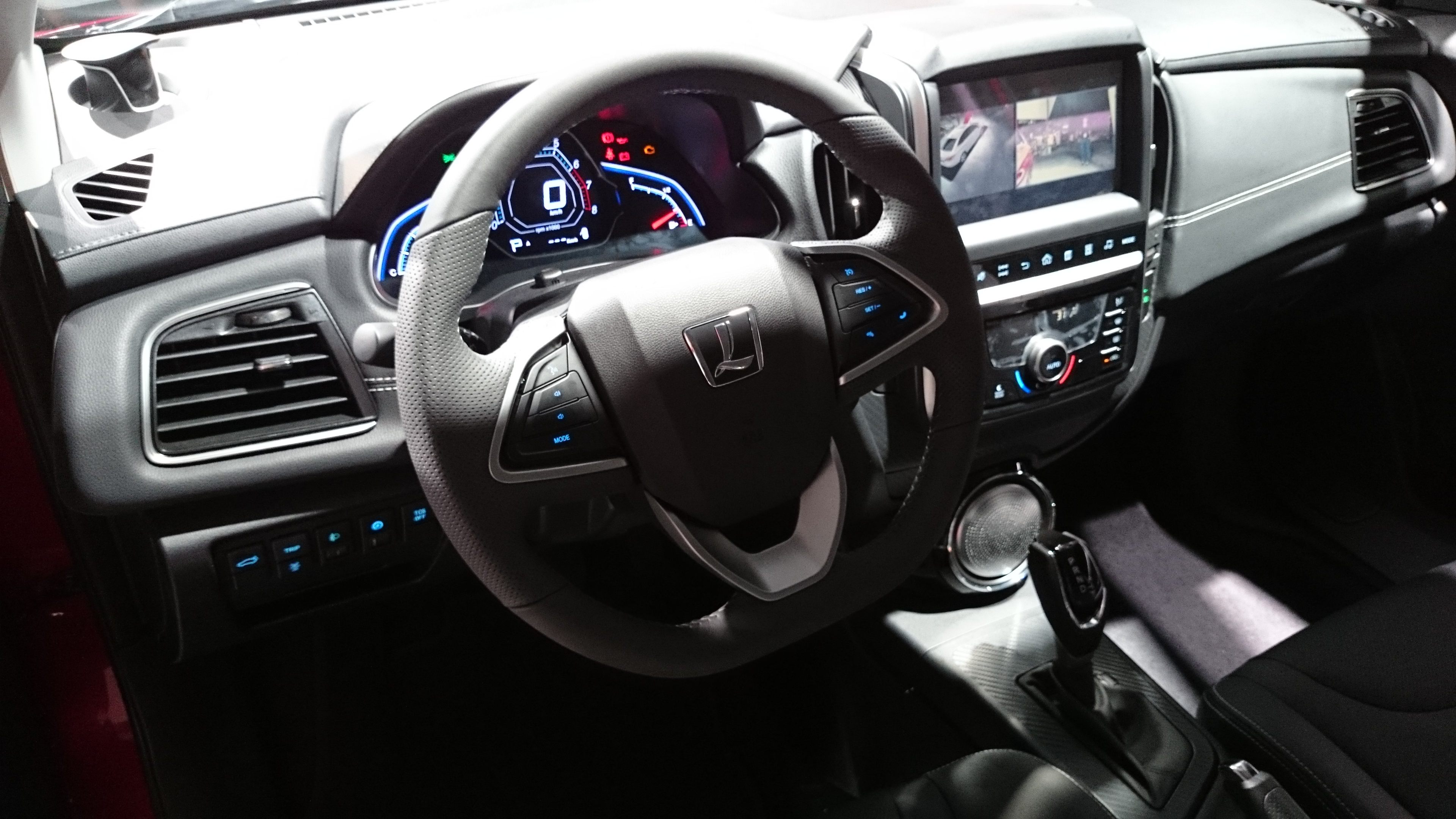
Место водителя
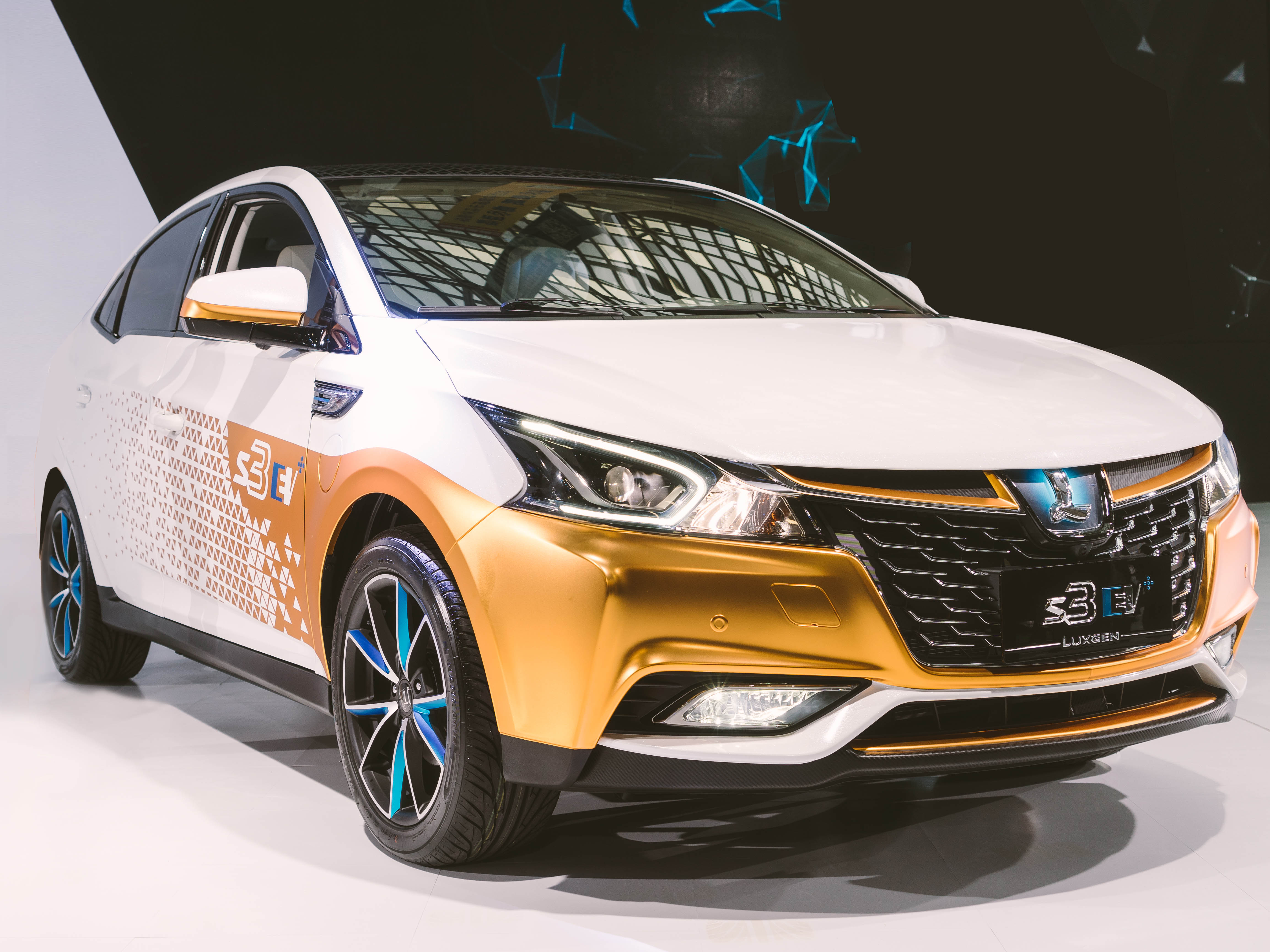
Luxgen S3 EV+